# 別林斯高晉板塊
别林斯高晋板块是一个古板块，构成今日南极洲板块的一部分。其名称来自俄罗斯帝国南极洲探险家法比安·戈特利布·冯·别林斯高晋。
该板块存在的时限约是晚白垩世至古近纪，毗邻玛丽·伯德地东部。独立的板块运动停止于6100万年前。边界未明。